# Dinastia Tudorilor (serial)
Dinastia Tudorilor (engleză The Tudors) este un serial de televiziune, o coproducție canadiano-americano-irlandeză regizat de Michael Hirst și difuzat în premieră la 1 aprilie 2007 pe canalul american "Showtime".
Serialul are la bază domnia regelui Henric al VIII-lea al Angliei, tatăl regelui Eduard al VI-lea al Angliei și al reginelor Maria I a Angliei și Elisabeta I a Angliei.
"The Tudors" zugrăveste în culori vii viața lui Henric al VIII-lea, introducându-ne în atmosfera Curții în primii ani de domnie, când regele era tânăr. Henric al VIII-lea este al doilea rege al Angliei din Dinastia Tudorilor, după tatăl său Henric al VII-lea.

Henric al VIII-lea a eliminat catolicismul din insulă în favoarea anglicanismului și a avut șase soții: Catherine de Aragon, Anne Boleyn, Jane Seymour, Ana de Cleves, Catherine Howard și Catherine Parr, dintre care a repudiat două și a omorât alte două.
Filmul a fost premiat cu doua Emmy-uri (pentru temă muzicală și pentru costume).

## Episoade
| Sezon   | nr de episoade | Primul episod   | Ultimul episod |
| ------- | -------------- | --------------- | -------------- |
| Sezon 1 | 10             | 1 aprilie 2007  | 10 iunie 2007  |
| Sezon 2 | 10             | 30 martie 2008  | 1 iunie 2008   |
| Sezon 3 | 8              | 5 aprilie 2009  | 24 mai 2009    |
| Sezon 4 | 10             | 11 aprilie 2010 | 20 iunie 2010  |

## Devierea de la faptele istorice
Fiind o ficțiune istorică, evenimentele din serial diferă de realitatea istorică: